# Roselin à tête grise
Leucosticte tephrocotis
Espèce
Répartition géographique
- résidence à l'année
- aire de reproduction
- aire d'hivernage

Statut de conservation UICN

 LC  : Préoccupation mineure
Le Roselin à tête grise (Leucosticte tephrocotis) est une espèce de passereau appartenant à la famille des Fringillidae.

## Répartition
Cet oiseau se reproduit sur les îles de la mer de Béring et dans une large frange côtière de 200 à 300 km longeant l’Alaska, l’ouest du Canada et le nord-ouest des États-Unis. Il hiverne à l’intérieur de cette bande et demeure sédentaire dans la plupart des îles de la mer de Béring.

## Sous-espèces
Les sous-espèces se différencient, surtout chez les mâles, par l’étendue du gris sur les joues et la nuque, et du noir sur le front et la gorge :
- L. t. tephrocotis (Swainson, 1832) : Montagnes Rocheuses de l’Alaska à la Sierra Nevada en Californie ;
- L. t. wallowa Miller, 1939 : monts Wallowa, nord-est de l’Oregon ;
- L. t. dawsoni Grinnell, 1913 : Sierra Nevada, Californie ;
- L. t. griseonucha (Brandt, 1842) : îles de la mer de Béring (Béring, Commandeur, Miednii, Aléoutiennes, Nunivak, Kodiak, Unga, Semidi) et frange côtière de l’Alaska ;
- L. t. irvingi Feinstein, 1958 : nord de l’Alaska (monts Endicott) ;
- L. t. littoralis Baird, 1869 : (Roselin de Hepburn) sud de l’Alaska, territoire du Yukon, Colombie Britannique, Washington, Orégon, nord de la Californie ;
- L. t. umbrina Murie, 1944 : (Roselin de Pribilof) île Saint Mathieu et îles Pribilof (St Paul et St Georges) ;
- L. t. maxima Brooks, 1915 : rarement reconnue comme sous-espèce.

## Habitat
Les roselins à couronne grise habitent les versants des montagnes et des collines parsemés de quelques buissons et de plantes herbacées (surtout des armoises) à proximité d’une forêt de résineux. En hiver, ils deviennent plus grégaires et familiers et visitent des biotopes façonnés par l’homme comme les bords de routes, les cours de fermes et surtout les stations de nourrissage des villes et des villages.

## Alimentation
En hiver, ils se nourrissent essentiellement de graines d’armoise en les prélevant directement sur la plante ou en les glanant sur le sol ou sur la neige. En été, ils capturent beaucoup d’insectes volants ou terrestres.

## Mœurs
Ces oiseaux se comportent en véritables alpinistes, vivant dans la zone des champs de neige et des glaciers. En hiver, ils peuvent se nourrir près des maisons et passer les nuits sur les toits des habitations.

## Nidification
Ils construisent leurs nids dans des niches de rochers, des éboulis ou sous des blocs de pierres. Ce sont de larges coupes confectionnées d’herbe et de mousse. Ils contiennent quatre ou cinq œufs blancs immaculés. Johnson (1983) a montré que dans l’île Amchitka de l’archipel des Aléoutiennes, la sous-espèce L. t. griseonucha niche essentiellement sur des bâtiments abandonnés datant de la seconde guerre mondiale.

### Articles
- Airola DA. (1981). Recent Colonization of Lassen Peak California USA by the Gray-Crowned Rosy Finch Leucosticte-Tephrocotis. Western Birds. vol 12, no 3. pp. 117–124.
- Arbogast MR. (1974). Gray-Crowned Rosy Finch Hepburns Form at Aberdeen. South Dakota Bird Notes. vol 26, no 1.
- Behle WH. (1973). Further Notes on Rosy Finches Wintering in Utah. Wilson Bulletin. vol 85, no 3. pp. 344–346.
- Helmin GA & Helmin GE. (1973). 4th Minnesota Observation in 80 Years. Loon. vol 45, no 1.
- Hukkanen RR, Richardson M, Wingfield JC, Treuting P & Brabb T. (2003). Avipox sp. in a colony of gray-crowned rosy finches (Leucosticte tephrocotis). Comparative Medicine. vol 53, no 5. pp. 548–552.
- Johnson RE. (1975). New Breeding Localities for Leucosticte in the Contiguous Western USA. Auk. vol 92, no 3. pp. 586–589.
- Johnson RE. (1977). Seasonal Variation in the Genus Leucosticte in North America. Condor. vol 79, no 1. pp. 76–86.
- Ludwig F. (1974). Minnesotas 3rd Gray-Crowned Rosy Finch. Loon. vol 46, no 2.
- MacDougall-Shackleton SA & Hahn TP. (1999). Photorefractoriness and the evolution of reproductive flexibility in cardueline finches. American Zoologist. vol 39, no 5.
- MacDougall-Shackleton SA, Katti M & Hahn TP. (2006). Tests of absolute photorefractoriness in four species of cardueline finch that differ in reproductive schedule. Journal of Experimental Biology. vol 209, no 19. pp. 3786–3794.
- Mundinger PC. (1979). Call Learning in the Carduelinae Ethological and Systematic Considerations. Systematic Zoology. vol 28, no 3. pp. 270–283.
- Murphy ME & King JR. (1982). Semi Synthetic Diets as a Tool for Nutritional Ecology. Auk. vol 99, no 1. pp. 165–167.
- Pereyra ME, MacDougall-Shackleton SA, Sharbaugh SM, Morton ML, Katti M & Hahn TP. (2001). Relationships between photorefrac-toriness and reproductive flexibility in cardueline finches. American Zoologist. vol 41, no 6.
- Rising JD. (2001). Geographic variation in size and shape of Savannah Sparrows (Passerculus sandwichensis). Studies in Avian Biology. vol 23, pp. 1–65.
- Shreeve DF. (1980). Behavior of the Aleutian Gray-Crowned Rosy Finches Leucosticte-Tephrocotis-Griseonucha and Brown-Capped Rosy Finches Leucosticte-Tephrocotis-Australis. Ibis. vol 122, no 2. pp. 145–165.
- Shreeve DF. (1980). Differential Mortality in the Sexes of the Aleutian Alaska USA Gray-Crowned Rosy Finch Leucosticte-Tephrocotis-Griseonucha. American Midland Naturalist. vol 104, no 1. pp. 193–197.
- Spicer GS. (1978). A New Species and Several New Host Records of Avian Nasal Mites Acarina Rhinonyssinae Turbinoptinae. Journal of Parasitology. vol 64, no 5. pp. 891–894.
- Yang S-J, Lei F-M & Yin Z-H. (2006). Molecular phylogeny of rosefinches and rose bunting (Passeriformes, Fringillidae, Urocynchramidae). Acta Zootaxonomica Sinica. vol 31, no 3. pp. 453–458.
- Yarbrough CG. (1970). The Development of Endothermy in Nestling Gray-Crowned Rosy Finches Leucosticte-Tephrocotis-Griseonucha. Comparative Biochemistry & Physiology. vol 34, no 4. pp. 917–925.